# Proyecto X (película de 2012)
Project X (en español: Proyecto X) es una película de comedia dirigida por Nima Nourizadeh, escrita por Michael Bacall y Matt Drake, basada en una historia de Bacall, y producida por Todd Phillips. La trama de la cinta se centra en tres amigos —Thomas (Thomas Mann), Costa (Oliver Cooper) y J.B. (Jonathan Daniel Brown)— que planean aumentar su popularidad en la escuela haciendo una fiesta, que posteriormente se les irá de las manos.
Proyecto X fue originalmente concebido como un nombre temporal, pero el título no se cambió porque la intriga generada a su alrededor aumentó el interés en el mismo. Con la finalidad de encontrar caras no conocidas en el mundo del cine, el reparto tuvo alcance nacional. La mayoría de los actores procedieron de este reparto, aunque unos pocos tenían antecedentes actuando en alguna producción, como es el caso de Mann. El resto del elenco provenía de alguno de los múltiples repartos realizados. La película fue filmada en Los Ángeles, California durante cinco semanas con un presupuesto de 12 millones USD. La cinta se presenta como un vídeo casero desde la perspectiva de un asistente de la fiesta con una cámara para documentar los acontecimientos de la noche.
El largometraje se estrenó en Estados Unidos, Canadá y Reino Unido el 2 de marzo de 2012 y recaudó más de 100 millones USD en el mundo durante su tiempo en las salas de cine. La crítica se centró en contra de la misoginia percibida, lo miserable, el comportamiento «repugnante» de los personajes, y el desprecio por los efectos del consumo de drogas. Otras opiniones la consideraron divertida y emocionante, y se la comparó como una encarnación moderna de la comedia Animal House de 1978. Luego de su lanzamiento, grandes fiestas con finales accidentados han culpado o hecho referencia al largometraje como inspiración.
El 6 de marzo de 2012, cuatro días después del lanzamiento del largometraje, se anunció que Warner Bros. haría una secuela, con Bacall de nuevo como guionista. Bacall comenzó a escribir semanas antes del estreno de Proyecto X. El 19 de mayo de 2015, se dio a conocer oficialmente el nombre, Project XX, y su fecha de lanzamiento para el 19 de agosto de 2016, sin confirmar nada oficialmente, y aparentemente no se le dio más apoyo al proyecto después de 2 años del supuesto lanzamiento.

## Argumento
En Pasadena, los estudiantes de secundaria Costa y J.B. planean dar una fiesta por el cumpleaños de su amigo Thomas, con el fin de aumentar su popularidad entre sus compañeros. Los padres de Thomas se van de viaje durante el fin de semana, dejándolo solo en la casa, pero le advierten que no muchas personas pueden ir a la vivienda, y que no conduzca el Mercedes de su padre. Thomas se resiste a no hacer el festejo, por el miedo que le produce que sus padres se enteren, sin embargo, Costa continúa con su plan. Costa contrata a Dax, otro estudiante, para que grabe todo lo que ocurra esa noche. Durante el día, Costa y J.B. anuncian la festividad por toda la escuela. El mismo Thomas invita a Alexis, la chica más sexy de la escuela, y a su mejor amiga Kirby, que está enamorada de él.
Al rato, Costa, Thomas, y J.B. van a comprarle marihuana al traficante de drogas T-Rick. Mientras T-Rick busca la marihuana, Costa roba su gnomo de jardín para usarlo como mascota de la fiesta, que posteriormente fue utilizado con otros fines. Cuando los tres chicos se van, T-Rick se da cuenta de que han robado su gnomo y los persigue, pero los chicos escapan en la Minivan de Thomas. Luego, ellos organizan todo para la fiesta y avisan a sus vecinos que va a haber una reunión por la noche. Mientras anochece se aproxima la hora del comienzo de la fiesta pero nadie llega y Thomas se preocupa de que la fiesta sea un fracaso. Repentinamente, los fiesteros llegan en masa y el festejo se convierte en un éxito. Durante la fiesta, Thomas intenta delimitar la festividad al jardín y la casa de la piscina con la casa custodiada por dos niños como guardias de seguridad llamados Everett y Tyler, unos jóvenes psicópatas que solo piensan en agredir. Sin embargo, más y más gente llega y la fiesta está fuera de control, pasándose dentro de la casa.
Inmediatamente llega la policía, respondiendo a quejas de ruidos de los vecinos, pero los fiesteros se esconden detrás de la casa y se quedan en silencio, convenciendo a los oficiales que el festejo ya había acabado. Después que se van los policías y se reanuda la festividad. El gnomo de T-Rick es destrozado con un bate, y se revela que contiene una gran cantidad de pastillas de éxtasis en su interior, que son rápidamente consumidas por los invitados. Thomas pregunta a Costa cómo es que la gente se enteró de la fiesta, y lo fuerza a confesar que puso anuncios en internet y en una estación de radio local, preocupado por que no fuera nadie. Esa noche, Thomas besa a Kirby y le revela que la ama. Mientras Alexis flirtea con Thomas durante la noche y eventualmente lo seduce, Kirby entra en la habitación donde Thomas y Alexis están a punto de tener sexo y abandona la fiesta molesta. El ruido y el caos de la reunión, que ahora han llegado a notarse en los vecindarios aledaños, reciben cobertura informativa de la televisión con helicópteros volando sobre la casa. Un enano invitado a la fiesta lleva el Mercedes del padre de Thomas adentro de la piscina, tras haber sido metido él dentro de un horno por otros fiesteros.
El cuerpo policíaco regresa a la fiesta pero es sobrepasado en número y repelido por los invitados, por lo que deciden dejar que la fiesta termine sola antes de volver a intervenir. T-Rick aparece armado con un lanzallamas buscando recuperar su gnomo y comienza a incendiar los árboles y los autos alrededor buscando a Costa, forzando a los invitados a irse y acabando el festejo. La policía dispara al lanzallamas provocando que explote. Thomas, Costa, J.B. y Dax se van junto a los otros invitados mientras la casa de Thomas se incendia y el equipo SWAT avanza para retomar el control del vecindario, que fue dejado incendiándose.
A la mañana siguiente, los amigos regresan a sus respectivas casas para averiguar qué castigo les espera. Después de su regreso, el padre de Thomas lo elogia por realizar la fiesta ya que pensaba que era un perdedor, pero usa los fondos que tenía destinados para pagar la universidad de Thomas para cubrir los daños. En la escuela, Thomas, Costa y J.B. son animados por los estudiantes y Thomas se reconcilia románticamente con Kirby. En el epílogo, T-Rick es rescatado con vida después de la explosión; Thomas es condenado por perturbar la paz, contribuir a la delincuencia de menores, e incitar disturbios; y Costa y J.B. son absueltos dado que Costa obtuvo su absolución gracias a su costoso abogado, pero quedó a la espera de los resultados de tres pruebas de paternidad, y J.B. fue liberado porque sus padres convencieron a la corte de que es mentalmente incapaz y no apto para enfrentar un juicio. Dax, mientras tanto, está bajo investigación por la desaparición de sus padres. En una entrevista con la presentadora Jillian Reynolds, Costa promete que la próxima fiesta será aún mejor.

## Reparto
| Actor / Actriz        | Personaje  | Descripción |
| --------------------- | ---------- | --- |
| Thomas Mann           | Thomas Kub | Mann ya tenía experiencia en la actuación, al ser parte de la película It's Kind of a Funny Story (2010), y se le dijo que no podía audicionar para Proyecto X porque los productores querían usar actores sin experiencia. Mann audicionó siete veces antes de ganar el papel finalmente. |
| Oliver Cooper         | Costa.     | Es el primer largometraje de Cooper. Sobre la base de las audiciones de Cooper, se cambió el escenario de la película de Queens, Nueva York a Pasadena. Su forma de actuar de mala gana tan natural que mostró, donde se sentía que daba la impresión de ser de Nueva York, a pesar de ser originario de Ohio.                                                                                    |
| Jonathan Daniel Brown | J.B.       | Es el debut cinematográfico de Brown. |
| Dax Flame             | Dax        | Un amigo de Costa contratado para hacer la crónica de la fiesta. Flame fue descubierto a través de su blog personal de vídeos en YouTube. Al describir a su personaje, Flame declaró: «Debido a que está sosteniendo la cámara, mi personaje no tiene una gran cantidad de tiempo en pantalla, pero cuando lo hace, es muy impactante».                                                           |
| Kirby Bliss Blanton   | Kirby      | Amiga de Thomas, que está enamorada de él. |
| Alexis Knapp          | Alexis     | Una chica popular de la escuela secundaria. Su personaje tenía un desnudo, algo que le incomodó al principio, afirmando que «yo tenía un montón de cuestiones morales con ello, pero lo superé y me enteré de que no es tan revelador. Así que estoy aliviada». Knapp describe a su personaje como una marimacho, y se le dio la oportunidad de agregar a su papel, algo más que una «hot chick». |
| Miles Teller          | Miles      | Un deportista universitario |
| Martin Klebba         | -          | Invitado de la fiesta |
| Rick Shapiro          | T-Rick     | Narcotraficante |
| Rob Evors             | Rob        | Vecino de Thomas |
| Caitlin Dulany        |            | Mamá de Thomas |
| Peter MacKenzie       |            | Papá de Thomas |
| Nichole Bloom         |            | Chica de JB |
| Jesse Marco           | DJ         | DJ de la fiesta. |
| Jillian Barberie      | Ella misma | Conductora de televisión, cameo de ella misma. |
| Jimmy Kimmel          | El mismo   | Conductor de televisión, cameo de él mismo. |

## Producción

### Desarrollo
El productor Todd Phillips describió a la película como un experimento, después de que el productor ejecutivo Alex Heineman proporcionara un concepto básico con el equipo de producción compartiendo cuentos de fiestas memorables que asistió o escuchó. El guionista Michael Bacall desarrolló estas historias en un escenario nocturno con el objetivo de crear «la mayor fiesta de escuela secundaria de todos los tiempos». El resto de la historia se concretó en las siguientes semanas. Se les dijo a Bacall y Drake que se «volvieran locos» con el guion, aunque Bacall confesó: «Yo era un nerd en la escuela secundaria, así que nunca hice nada parecido a lo que aparece en la película». Bacall trabajó en el guion generalmente por las noches mientras hacía simultáneamente los guiones de 21 Jump Street y Scott Pilgrim vs. The World.
Nima Nourizadeh era un director de vídeos musicales y comerciales, pero llamó la atención de los productores por su trabajo en la dirección de una serie de anuncios de Adidas. Nourizadeh explicó a los productores cómo iba a querer desarrollar el guion y cómo él quería que la cinta se vea y se sienta, y finalmente viajó de Londres a Los Ángeles, pensó que sería dos semanas de producción, pero se extendió a dos años. Phillips creyó que la interpretación de Nourizadeh de la película era compatible con su visión, lo que influyó en la decisión de contratar a Nourizadeh para su debut en el cine.
Proyecto X no estaba destinado a ser el título de la película, pero se mantuvo para capitalizar el interés generado por el secreto que rodeaba el proyecto. Los productores con el fin de mantener la confidencialidad, decidieron no enviar guiones a ningún miembro del futuro reparto, en su lugar proporcionaban solo páginas especiales con marcas de agua.

### Reparto
Para crear la impresión de que los acontecimientos de Proyecto X habían ocurrido realmente, los productores decidieron en lugar de buscar caras conocidas, encontrar actores completamente nuevos. Phillips dijo que el objetivo de la convocatoria era para promover «actores desconocidos» y «personas reales de todas las etnias», que normalmente no tienen la oportunidad de protagonizar una película. Phillips y el productor Joel Silver decidieron hacer un reparto a nivel nacional, permitiendo que cualquier residente de los Estados Unidos mayor de 18 años de edad se pudiera presentar a una audición para Proyecto X a través de una página web creada especialmente. Se requirió que los actores proporcionaran vídeos de ellos mismos contando historias embarazosas o divertidas, o bailando. Sin embargo, el reparto para actores profesionales se realizó también. El proceso permitió que los rasgos de los actores seleccionados se incorporen a sus papeles, incluyendo en varios casos, que sus nombres reales lo tengan su respectivos personajes. Para el reparto de los tres protagonistas, la producción evitó audiciones en solitario y en su lugar se presentaban en grupos de tres actores, el cambio y la adición de diferentes actores para ver qué grupo trabajó mejor junto.
La elección de un elenco desconocido ayudó a reducir el presupuesto de la producción, evitando los mayores salarios vinculados a las estrellas. Para preparar a los protagonistas, Brown, Cooper, y Mann, para su papel y crear una amistad creíble fueron enviados a Disneyland y pasaron un fin de semana en una cabaña en Big Bear City, California.

### Filmación
La filmación comenzó el 14 de junio de 2010, en Los Ángeles, California con un presupuesto de 12 millones USD. El rodaje tuvo lugar durante veinticinco noches entre las 5 p. m. y 5 a. m. en el Warner Ranch en Burbank, California. El set contenía una imitación de una zona residencial con múltiples casas. La vivienda que pertenece a Thomas estaba situada justo enfrente de la residencia utilizada por el personaje de Danny Glover, Roger Murtaugh, en la producción de la película de acción de 1987 Lethal Weapon.
El equipo decidió filmar en un set, porque grabarlo en un barrio real que pudiera ser cerrado y que permitiera rodar durante toda la noche y la madrugada resultó difícil de conseguir. Phillips explicó que el uso de un vecindario real también habría sido complicado debido al daño de fuego requerido para el filme. La mayor parte del escenario se destruyó como parte de la filmación. La cinta se filmó en gran parte en secuencia cronológica porque la reparación de los daños para pasar de una escena posterior a una anterior habría sido complejo. Mann describió el rodaje como un «ambiente de fiesta», con un disc jockey de Nueva York, Jesse Marco, interpretando música en su plato incluso cuando las cámaras dejaban de rodar para mantener la energía de los actores y extras. Muchos de los mismos figurantes volvieron por varias noches para las grabaciones, y continuaron en la fiesta entre las escenas. Periodos de grabaciones de hasta 20 minutos eran solo del baile de los extras. Durante el rodaje, se llamó a la policía de Burbank al set por quejas de ruidos realizados por residentes de la zona.
Proyecto X se filmó al estilo cinéma vérité, solo se presentaron los acontecimientos de la cinta a través de la vista en primera persona de la cámara observando la fiesta, para crear el efecto en la audiencia de estar presentes en la fiesta fuera de control. Nourizadeh declaró que el estilo permitió que el largometraje parezca «real» y «mostró algunas de las realidades que hacen los adolescentes». El director de fotografía Ken Seng y Nourizadeh probaron doce sistemas de cámaras diferentes antes de elegir la cámara de vídeo digital Sony F23, basando su decisión en su capacidad para manejar los cambios en la iluminación repentina extrema debido a la luz del día y luces estroboscópicas naturales.
La película se presentó principalmente desde la perspectiva del personaje Dax y su cámara. Aparte de esto, se utilizaron imágenes proporcionadas por el reparto y extras con dispositivos de grabación como BlackBerrys y iPhones para capturar los eventos que ocurren fuera de la perspectiva del camarógrafo. Esto dio lugar a horas de material inservible que tuvieron que ser revisadas por Nourizadeh y su equipo para encontrar segmentos que pudieran ser incorporados en la película final. Nourizadeh declaró que «cuando se tiene material verdadero siendo grabado por personas reales, se siente entonces como es. Se encontró material de archivo. Odiaba pasar 10 horas mirando a través de trozos de material de archivo, la gente no pulsa parar, es como si lo tuvieran en sus bolsillos. Fue genial, hombre». Otro material fue proporcionado por la policía de ficción y cámaras de televisión para dar una perspectiva diferente de los hechos.

### Banda sonora
El Project X (Original Motion Picture Soundtrack) fue lanzado en iTunes y en CD el 28 de febrero de 2012, por WaterTower Music. El disco incluye 13 canciones que aparecieron durante la película, con temas de Kid Cudi, D12, MGK, Nas, y Pusha T.
Se mantuvo durante dieciocho semanas en el Billboard 200 de Estados Unidos, donde logró el puesto doce. El álbum alcanzó el número cinco en el Top Digital Albums, el primer lugar en Top Soundtracks y Top Independent Albums, y el puesto tres en el Top Rap Albums y el Top R&B/Hip-Hop Albums. También obtuvo la posición ocho en el Canadian Albums Chart, el número setenta y tres en el Schweizer Hitparade, el veinte en el French Albums Chart y en la lista belga Ultratop 50 Albums Charts, alcanzó el puesto sesenta y seis en Flandes y la posición veintinueve en Valonia'.
En los Estados Unidos, el álbum fue la quinta banda sonora más vendida de 2012, con la venta de aproximadamente 217 000 unidades.

| Project X (Original Motion Picture Soundtrack) |                                           |                                  |          |  |
| N.º                                            | Título                                    | Artista                          | Duración |  |
| 1.                                             | «Trouble on My Mind»                      | Pusha T (con Tyler, The Creator) | 2:04     |  |
| 2.                                             | «Bitch Betta Have My Money»               | AMG                              | 3:16     |  |
| 3.                                             | «Tipsy (Club Mix)»                        | J-Kwon                           | 4:03     |  |
| 4.                                             | «Candy»                                   | Far East Movement (con Pitbull)  | 3:58     |  |
| 5.                                             | «Ray Ban Vision»                          | A-Trak                           | 3:35     |  |
| 6.                                             | «Le Disko (Boys Noize Fire Mix)»          | Shiny Toy Guns                   | 5:55     |  |
| 7.                                             | «Nasty»                                   | Nas                              | 3:04     |  |
| 8.                                             | «Pursuit of Happiness (Steve Aoki Remix)» | Kid Cudi                         | 6:13     |  |
| 9.                                             | «Heads Will Roll (A-Trak Remix)»          | Yeah Yeah Yeahs                  | 6:23     |  |
| 10.                                            | «Pretty Girls (Benny Benassi Remix)»      | Wale                             | 4:13     |  |
| 11.                                            | «The Next Episode»                        | Dr. Dre & Snoop Dogg             | 2:42     |  |
| 12.                                            | «Fight Music»                             | D12                              | 4:21     |  |
| 13.                                            | «Wild Boy (Ricky Luna Remix)»             | Machine Gun Kelly                | 4:08     |  |
| 56:41                                          |                                           |                                  |          |  |

Las siguientes canciones fueron utilizadas en la película pero no pertenecen a la banda sonora:
- 2 Live Crew - «We Want Some Pussy»
- Metallica - «Battery»
- Jay-Z ile Kanye West - «H•A•M»
- Eminem - «W.T.P.»
- Drake - «Over»
- LCD Soundsystem - «Daft Punk Is Playing at My House»
- The xx - ««Intro»»
- Small Black - «Despicable Dogs" (Washed Out remix)
- Animal Collective - «My Girls»
- The Kills - «Cheap And Cheerful» (Sebastian remix)
- Four Tet - «She Just Likes To Fight»
- Queens of the Stone Age - «You Think I Ain't Worth a Dollar, But I Feel Like a Millionaire»
- Salt-n-Pepa - «Push It»
- Bang On - «Hands High»
- Bassnectar - «Paging Stereophonic»
- Suni Clay - «In A Hood Near You»
- SB - «We Just Made It»
- The Bangerz - «Free Falling»
- Amon Tobin - «Rhino Jockey»
- Daniel Lenz - «Final Step»
- Soul P - «Turn Around»
- Lil Jon - «Outta Your Mind»
- R. Kelly - «Bump n' Grind»
- Lloyd Banks - «Beamer, Benz, or Bentley» (con Juelz Santana)
- Bonde do Rolê - «Marina do Bairro»
- DJ Replay - «Avatar»
- Dead Prez - «Hip Hop»
- Wiz Khalifa - «When I’m Gone»
- Yeasayer - «O.N.E.»
- Trick Daddy - «I'm A Thug»
- AMG - «Bitch Betta Have My Money»
- SB ile PC - «FnG»
- James Blunt - «You're Beautiful»
- The Hundred in the Hands - «Dressed in Dresden»
- Yacht - «Psychic City» (Classixx remix)
- J. Cole - «Blow Up»

### Doblaje al español
Se hicieron dos doblajes al español: uno para su distribución en Hispanoamérica y otro para España. En el primer caso, la dirección corrió a cargo de Oscar Flores y se llevó a cabo en SDI Media, en México. El elenco principal de voces estuvo conformado por Alejandro Orozco (como Thomas), Héctor Emmanuel Gómez (como Costa), Arturo Castañeda (como JB), Alondra Hidalgo (como Kirby), Karla Falcón (como Alexis), Ricardo Tejedo (como T-Rick), Germán Fabregat (como papá de Thomas), Elena Ramírez (como mamá de Thomas), Moisés Ivan Mora (como Miles), José Antonio Toledano (como Everett), Javier Olguín (como Tyler), José Antonio Macías (como Rob), Javier Olguín (como el enano) y Oscar Flores (como un hombre de la fiesta).
En cuanto a la versión ibérica, el doblaje se realizó en el estudio Deluxe 103, en Madrid, dirigido por Xavier De Llorens. El reparto protagónico quedó dividido entre Ian Lleonart (como Thomas), Jonatán López (como Costa), Andrés Arahuete (como JB), David Brau (como Dax), Mar Nicolás (como Kirby), Klaus Stroink (como Everett), Rafael Calvo (como Tyler), Marina García Guevara (como Alexis), Marcel Navarro (como Miles), Paco Gázquez (como papá de Thomas), Rosa Moyano (como mamá de Thomas), Hernán Fernández (como Rob), Xavier De Llorens (como T-Rick) y Ángel Del Río (como el capitán de policía).

### Formatos de vídeo
Proyecto X fue lanzado el 19 de junio de 2012 en DVD, disco Blu-ray, y por el servicio de almacenamiento en la nube y descarga digital UltraViolet. Dos versiones del disco Blu-ray se pusieron a la venta: una que contiene un Blu-ray y una copia UltraViolet de la cinta, y un paquete combinado que contiene el filme en Blu-ray, DVD y UltraViolet. La edición del disco Blu-ray contiene una edición ampliada con aproximadamente 6 minutos de metraje adicional, la versión de cine, y presenta la película en 1080p/AVC con sonido DTS-HD Master Audio. Además contiene tres cortometrajes: Project X: Declassified, un detrás de cámaras de la producción del filme; Project X: The Pasadena Three, que muestra el casting de los tres protagonistas, Mann, Cooper, y Brown; y Project Xpensive, que detalla lo que hubiera costado realmente los daños causados en el largometraje. La versión de DVD vendió 401 204 unidades en los Estados Unidos durante su primera semana, ganando aproximadamente 5.9 millones USD, y para diciembre de 2012, había vendido 1 012 223 unidades y obtuvo un ingreso de 15 500 000 USD por ventas en formato de vídeo.

## Lanzamiento
Proyecto X celebró su estreno mundial el 29 de febrero de 2012, en el Grauman's Chinese Theatre en Hollywood; luego de la proyección se realizó una fiesta con las presentaciones de Kid Cudi, Tyler, The Creator, y The Hundred in the Hands. Los invitados a la fiesta fueron recibidos por un cuerpo del Departamento de Policía de Los Ángeles y un gorila advirtiéndoles de mantener la ropa puesta.
Estaba programado el estreno del filme para noviembre de 2011, pero en agosto de ese año la fecha se retrasó cuatro meses para marzo de 2012. La película se estrenó oficialmente el 1 de marzo de 2012, en Australia, luego el 2 de marzo en los Estados Unidos y Canadá.
| País                                                      | Fecha de estreno    |
| --------------------------------------------------------- | ------------------- |
| Australia · Países Bajos · Nueva Zelanda                  | 1 de marzo de 2012  |
| Canadá · Reino Unido · Irlanda · Estados Unidos           | 2 de marzo de 2012  |
| Dinamarca · Israel · Perú                                 | 8 de marzo de 2012  |
| Lituania · Letonia · Noruega · Paraguay                   | 9 de marzo de 2012  |
| Argentina                                                 | 12 de marzo de 2012 |
| Bélgica · Francia                                         | 14 de marzo de 2012 |
| Emiratos Árabes Unidos · Bolivia · Chile · Hungría        | 15 de marzo de 2012 |
| Brasil · Colombia · Estonia · Islandia · México · Uruguay | 16 de marzo de 2012 |
| Panamá                                                    | 23 de marzo de 2012 |
| Rusia                                                     | 2 de abril de 2012  |
| Grecia                                                    | 5 de abril de 2012  |
| Georgia Líbano Portugal Serbia                            | 12 de abril de 2012 |
| Bulgaria                                                  | 13 de abril de 2012 |
| Eslovenia · Ucrania                                       | 19 de abril de 2012 |
| Finlandia · Rumania · Suecia                              | 20 de abril de 2012 |
| Croacia · Eslovenia                                       | 26 de abril de 2012 |
| Alemania                                                  | 3 de mayo de 2012   |
| Austria                                                   | 4 de mayo de 2012   |
| Polonia                                                   | 11 de mayo de 2012  |
| Ecuador                                                   | 25 de mayo de 2012  |
| Italia                                                    | 6 de junio de 2012  |
| España · Venezuela                                        | 8 de junio de 2012  |

### Taquilla
En la taquilla, la película recaudó 54 731 865 USD en Estados Unidos y 48 millones USD en el resto del mundo – un ingreso total de 102 731 865 USD.
La cinta se estrenó con 1.2 millones USD en la recaudación de medianoche en 1003 salas de cine en los Estados Unidos y Canadá. A lo largo del día de estreno, se amplió a 3055 cines, donde se recaudó un total de 8 200 000 USD incluyendo funciones de medianoche. Al final del primer fin de semana la película tuvo un ingreso total de 21 millones USD –un promedio de 6891 USD por cine– finalizando el fin de semana en el segundo puesto por detrás de la película familiar de animación The Lorax (70.2 millones USD), y superó las expectativas de recaudación que tenía. Proyecto X fue muy popular entre los hombres y los jóvenes; 58 % de la audiencia del fin de semana de apertura del largometraje era de sexo masculino y el 67 % de la audiencia era menor de 25 años.
Fuera de Estados Unidos, la cinta tuvo mayor éxito en sus fines de semana de apertura en Francia (3.8 millones USD), Australia (1.3 millones USD), y Alemania (1.2 millones USD). Estos países también representan sus mayores ingresos brutos totales, con 15 millones USD de Francia, 4.4 millones USD de Australia, y 4.3 millones USD de Alemania.

### Críticas
Proyecto X recibió críticas generalmente negativas. La película obtuvo el 28 % de aprobación de 130 revisiones en Rotten Tomatoes –una puntuación media de 4.2 sobre 10– en cuyo consenso se lee: «Carente de originalidad, sin gracia, y poco atractiva en su totalidad. "Proyecto X" se adentra en las profundidades de los géneros de películas para adolescentes y de secuencias reutilizadas con un resultado de 87 minutos de libertinaje predeciblemente malo». Obtuvo una puntuación de 48 sobre 100 de 25 críticos en la página web Metacritic, que indica «críticas mixtas o promedio». Las encuestas de CinemaScore informaron que los cinéfilos dieron al filme una «B» de promedio en una escala de A+ a F, siendo el puntaje más alto en los varones jóvenes (A), y los hombres en la calificación general de la película tenían una (B+) superior a las mujeres (C+).
La crítica se centró en contra de la misoginia percibida, lo miserable, y el comportamiento «repugnante» de los personajes, y el desprecio por los efectos de las drogas en el largometraje. Chris Hewitt de Empire dio a la película una estrella de cinco, y se refirió a los personajes centrales retratados por Mann, Cooper, y Brown, como «espectacularmente desagradables». Hewitt calificó a los personajes como «impenitentes, nihilistas, viles, venales, animalistas, avaros, sin encantos, sin título, sub-Kardashian, mocosos imponentemente irresponsables». Hewitt terminó su opinión al afirmar que la película era «posiblemente la peor película de los últimos 20 años. Es sin duda la peor comedia de los últimos 20 años». Todd McCarthy de The Hollywood Reporter fue igualmente crítico, que la calificó de «sombríamente deprimente, teensploitation, tristemente sin gracia», pero admitió que podría «cautivar a un público de edad de la escuela secundaria/universidad que representa demográficamente, al igual que los atentados, confunde y disgusta a otros públicos, presumiblemente mayores». Claudia Puig de USA Today expresó que la película trataba a los personajes femeninos mal, la etiquetó de una «película atroz, misógina llena de multitudes sin rostro y sin un solo personaje que se asemeje a un ser humano real», un sentimiento compartido por Melissa Anderson de The Village Voice que sintió que la cinta promovió «el hedonismo sin consecuencias de una persona estúpida», y «la misoginia de segunda naturaleza», y que el único propósito de los personajes masculinos es «obtener perras, para follar».
Robbie Collin de The Telegraph llamó a la película «ostentosamente repugnante en todos los niveles imaginables» y criticó a los tres personajes principales, dijo que «a diferencia de los protagonistas en Superbad estos tres son venenosamente desagradables, y las bromas supuestamente cómicas entre ellos son como bullying». Robert Abele del periódico Los Angeles Times llamó al trío principal «predeciblemente insensible» y a la película «carente de originalidad», indicando que el largometraje «tiene una terca actitud cobarde hacia un comportamiento socialmente inaceptable que se siente indecoroso en lugar de apasionante».
Neil Genzlinger de The New York Times dijo que el divertido guion y la experta edición la convirtió en la potencial «Animal House de la generación del iPhone». Owen Gleiberman de Entertainment Weekly elogió a la cinta por la actualización de los clichés de las películas de temas similares de la década de 1970 hasta la década de 1980 como Animal House y Risky Business, «por lo que tienen la apariencia peligrosa suficiente para hacer sentir una traviesa nostalgia», pero afirmaron que la película no ofrece nada más escandaloso que las fiestas reales, a pesar de lo que implica «que está rompiendo nuevas barreras audaces de la mala conducta». Gleiberman acusó a las críticas negativas de «cumplir el papel de todos aquellos padres tensos de la década de 1950 cuando las noticias informaban sobre los peligros del rock & roll», mediante el uso de los juicios morales a los acontecimientos de la película. Joshua Rothkopf de Time Out dio al filme cuatro estrellas de cinco, que estimó de «sin cerebro», pero la sensación de anarquía pura de los eventos del largometraje fue «emocionante». Pete Travers de Rolling Stone elogió la película como «desternillante», y consideró que pone de regreso a Animal House. Travers dio una mención especial a Mann como «excelente», sin embargo, también declaró que el cine de Nourizadeh era un «desastre».
Cooper y su personaje recibieron varias opiniones negativas. Hewitt lo llamó «el personaje de la película más molesto desde Jar Jar Binks», mientras que otros lo describieron de manera similar como «solamente repugnante, venal y sin humor», «supremamente molesto», «vagabundo que lleva puesto ese chaleco-suéter» «misógino», una «imitación de Jonah Hill» y «exhibía movimientos obscenos, indignos y sin ningún tipo de humor». Por el contrario, Genzlinger elogió a Cooper por traer una «simpatía maliciosa» y a Costa como el «pilar» de los eventos.

### Reconocimientos
Cooper fue nominado a los MTV Movie Awards 2012 para dos categorías: «mejor actuación cómica» y «mejor peor personaje», y el filme recibió una nominación a la «mejor música» por la canción «Pursuit of Happiness» de Steve Aoki con una remezcla de Kid Cudi. Proyecto X fue catalogada como la película más descargada ilegalmente de 2012 en BitTorrent con aproximadamente 8.7 millones de descargas.
| Año  | Premio           | Categoría                | Recipiente                                             | Resultado | Ref.          |
| ---- | ---------------- | ------------------------ | ------------------------------------------------------ | --------- | ------------- |
| 2012 | MTV Movie Awards | «Mejor actuación cómica» | Oliver Cooper                                          | Nominado  | [ 69 ] [ 71 ] |
| 2012 | MTV Movie Awards | «Mejor peor personaje»   | Oliver Cooper                                          | Nominado  | [ 69 ] [ 71 ] |
| 2012 | MTV Movie Awards | «Mejor música»           | «Pursuit of Happiness» por Kid Cudi (Steve Aoki remix) | Nominado  | [ 69 ] [ 71 ] |

## Impacto

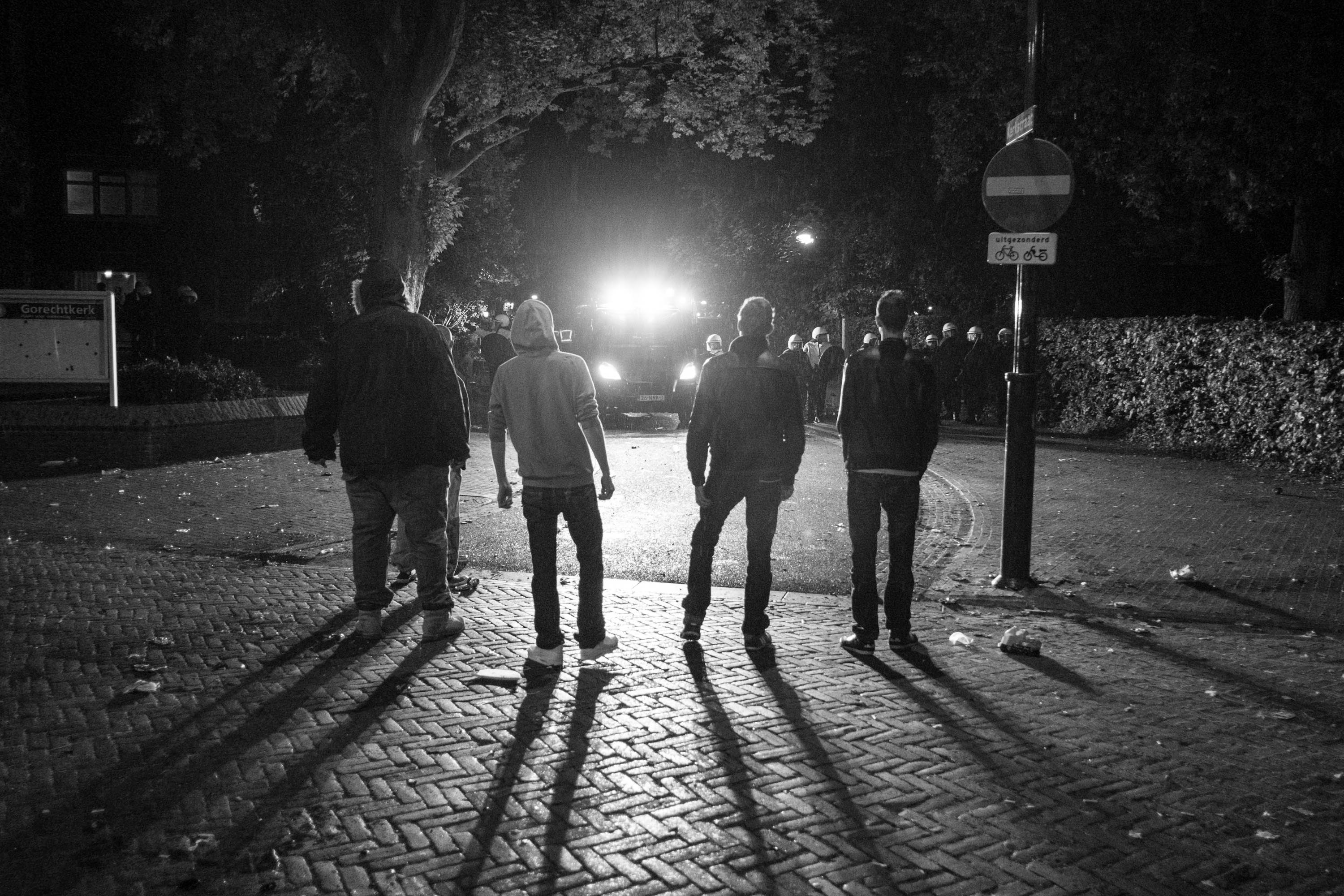
Jóvenes de pie delante de la policía en Haren durante una fiesta inspirada en Proyecto X en 2012, llamada «Project X Haren».

Tras el lanzamiento de Project X, muchas fiestas se inspiraron en la película. Se registraron réplicas en Estados Unidos, Países Bajos, Argentina y México.

### Estados Unidos
El 9 de marzo de 2012, «Project M» se convirtió en el primer evento en llamar la atención de los medios de comunicación, después que una invitación para una fiesta fue publicada en Twitter por Mikey Vasovski, un estudiante de secundaria de Farmington Hills, Míchigan, y posteriormente se pasó a miles de usuarios, hasta el punto de que el mensaje estaba siendo reenviado una vez por segundo, y se publicó en Craigslist. El evento se denominó «Project M» por Vasovski y la invitación contenía la dirección de una vivienda hipotecada donde la fiesta se llevaría a cabo. A las 9 a. m. del 9 de marzo, los posibles asistentes a la fiesta comenzaron a aparecer, pero a las 11 la fiesta había sido cancelada oficialmente cuando la policía comenzó a retirar a la gente. Basándose en su trabajo de promoción, Gawker Media le ofreció una pasantía de verano a Vasovski. El 10 de marzo de 2012, una segunda fiesta ganó la atención de los medios. Titulada «Proyect Kris», la organizó un estudiante canadiense. En las primeras 24 horas, la invitación había sido vista por más de 900 000 personas. El evento supuestamente pretendía ser una pequeña fiesta para 30 personas.
El 13 de marzo de 2012, dos fiestas por separado se intentaron en Miramar, Florida y en Houston, Texas. En Miramar, las personas fueron invitadas a una vivienda hipotecada para recrear la cinta como «Project X House Party 2». El promotor fue arrestado antes de que la fiesta comenzase y fue acusado de daño criminal y al pago de 19 000 USD. La policía afirmó que se apartaron a 2000 adolescentes que se acercaron a la propiedad conscientes de la cancelación de la fiesta. En Houston, 13 adolescentes fueron arrestados después de realizar con éxito una fiesta que causó hasta 100 000 USD de daños a una casa vacía. Cuando la policía interrogó a los adolescentes acerca de su motivación, afirmaron que se inspiraron en el filme. Una segunda fiesta en Houston atrajo entre 500 y 1000 personas, pero resultó en la muerte de una persona después de que uno de los asistentes comenzase a disparar con un arma de fuego cuando la policía intentó disolver el evento.
En 2014 una fiesta llamada «Project P» en el condado de Mecosta (Míchigan) atrajo a más de 2000 personas a una casa de campo aislada. Según los informes, se contrató para la fiesta gogós, strippers, un lanzador de fuego y dos DJ. Decenas de invitados fueron trasladados a hospitales de la zona por sobredosis de drogas (especialmente heroína) y consumo de alcohol y se reportó una violación sexual. Las siete estaciones de policías que acudieron decidieron cerrar el perímetro para no empeorar la situación, debido al riesgo de que cientos de conductores ebrios huyesen de la escena. Tres presuntos organizadores del desbando fueron acusados formalmente.

### Países Bajos
El 21 de septiembre de 2012, en la pequeña ciudad neerlandesa de Haren hubo una fiesta fuera de control después de una invitación por Facebook. Informes de prensa indicaron que «hubo múltiples menciones de una película estadounidense llamada Proyecto X», y que algunos participantes llevaban camisetas impresas con «Project X Haren». El daño se estimó en más de 1 millón € (1 320 000 USD).

### Argentina
En 2012 se celebró en la ciudad argentina de Pilar una fiesta llamada Proyecto X que reunió a 4500 adolescentes a quienes se les vendía alcohol; sin embargo, esta megafiesta se celebró en un terreno acondicionado para el evento.
1. 1 2  «Project X». bbfc.co.uk (en inglés). British Board of Film Classification. 6 de enero de 2012. Archivado desde el original el 4 de julio de 2012. Consultado el 16 de abril de 2013.
2. ↑  Zeitchik, Steven; Kaufman, Amy (16 de enero de 2012). «'Found footage' premise mines box-office gold». San Francisco Chronicle (en inglés) (Hearst Corporation). Archivado desde el original el 5 de agosto de 2012. Consultado el 16 de abril de 2013.
3. 1 2 3  «Project X». Box Office Mojo (en inglés). Amazon.com. Archivado desde el original el 7 de abril de 2013. Consultado el 16 de abril de 2013.
4. 1 2 3  Collin, Robbie (1 de marzo de 2012). «Project X, review». The Daily Telegraph (en inglés) (Telegraph Media Group). Archivado desde el original el 28 de agosto de 2012. Consultado el 16 de abril de 2013.
5. ↑  Kit, Borys (6 de marzo de 2012). «'Project X' Sequel in the Works at Warner Bros.; (Exclusive)». The Hollywood Reporter (en inglés) (Prometheus Global Media). Archivado desde el original el 25 de noviembre de 2012. Consultado el 16 de abril de 2013.
6. ↑  McNary, Dave (19 de mayo de 2015). «Ben Affleck’s ‘The Accountant’ Set for Jan. 29». Variety (en inglés). Consultado el 20 de mayo de 2015.
7. ↑  Lincoln, Ross. A (19 de mayo de 2015). «‘The Accountant’, ‘Project XX’, And More Get Release Dates». Deadline.com (en inglés). Archivado desde el original el 11 de febrero de 2021. Consultado el 20 de mayo de 2015.
8. 1 2 3 4 5 6  DeSalvo, Robert (27 de febrero de 2012). «Next Factor Q&A: Thomas Mann Fights for His Right to Party in 'Project X'». NextMovie Daily (en inglés). MTV Networks. Archivado desde el original el 1 de mayo de 2012. Consultado el 16 de abril de 2013.
9. 1 2  Pais, Matt (28 de febrero de 2012). «Video/Q&A: 'Project X' stars Thomas Mann, Jonathan Daniel Brown and Oliver Cooper». Red Eye Chicago (en inglés). Tribune Company. Archivado desde el original el 20 de mayo de 2012. Consultado el 1 de marzo de 2012.
10. 1 2  Production, 2011, p. 11.
11. 1 2 3 4  Production, 2011, p. 5.
12. 1 2  Eisenberg, Eric (2 de marzo de 2012). «Project X Director Nima Nourizadeh Talks The Future Of Found Footage» (en inglés). Cinema Blend. Archivado desde el original el 5 de marzo de 2012. Consultado el 2 de marzo de 2012.
13. 1 2  Production, 2011, p. 7.
14. 1 2  Topel, Fred (24 de febrero de 2012). «Alexis Knapp Had Moral Issues With 'Project X' Nude Scene» (en inglés). Starpulse.com. Archivado desde el original el 28 de febrero de 2012. Consultado el 24 de febrero de 2012.
15. ↑  Production, 2011, p. 6.
16. ↑  Production, 2011, pp. 6–7.
17. 1 2  «Proyecto X: Full Cast & Crew». IMDb (en inglés). Consultado el 28 de agosto de 2015.
18. 1 2  Production, 2011, p. 2.
19. 1 2 3  McNary, Dave (2 de marzo de 2012). «For a good time, call ...». Variety (Reed Business Information). Archivado desde el original el 23 de octubre de 2013. Consultado el 2 de marzo de 2012.
20. 1 2 3  Production, 2011, p. 3.
21. 1 2 3 4 5  Fleming, Mike (1 de abril de 2010). «Todd Phillips, Joel Silver Plan To Tap Unknowns For Mystery Laugher ‘Project X’». Deadline.com (en inglés) (PMC). Archivado desde el original el 3 de agosto de 2014. Consultado el 26 de febrero de 2012.
22. 1 2 3 4 5  Weintraub, Steve (20 de abril de 2010). «Exclusive: Todd Phillips Talks PROJECT X» (en inglés). Collider. Archivado desde el original el 2 de marzo de 2012. Consultado el 26 de febrero de 2012.
23. 1 2  Production, 2011, p. 4.
24. ↑  Fleming, Mike (19 de abril de 2010). «Todd Phillips Starts ‘Project X’ Cast Quest». Deadline.com (en inglés) (PMC). Archivado desde el original el 21 de octubre de 2013. Consultado el 26 de febrero de 2012.
25. ↑  Production, 2011, p. 8.
26. 1 2 3 4  Production, 2011, p. 9.
27. ↑  Production, 2011, pp. 7–8.
28. 1 2  «Project X (2012)» (en inglés). Soundtrack.net. 28 de febrero de 2012. Archivado desde el original el 25 de diciembre de 2012. Consultado el 22 de abril de 2013.
29. 1 2  «Project X (Original Motion Picture Soundtrack)». iTunes (en inglés) (Apple Inc.). 28 de febrero de 2012. Archivado desde el original el 20 de julio de 2013. Consultado el 22 de abril de 2013.
30. ↑  «Billboard 200». Billboard 200 (en inglés). Prometheus Global Media. Consultado el 21 de abril de 2015.
31. ↑  «Digital Albums». Billboard (en inglés). Prometheus Global Media. 17 de marzo de 2012. Consultado el 21 de abril de 2015.
32. ↑  «Soundtracks». Billboard (en inglés). Prometheus Global Media. 24 de marzo de 2012. Consultado el 21 de abril de 2015.
33. ↑  «Independent Albums». Billboard (en inglés). Prometheus Global Media. 17 de marzo de 2012. Consultado el 21 de abril de 2015.
34. ↑  «Rap Albums». Billboard (en inglés). Prometheus Global Media. 24 de marzo de 2012. Consultado el 21 de abril de 2015.
35. ↑  «R&B/Hip-Hop Albums». Billboard (en inglés). Prometheus Global Media. 24 de marzo de 2012. Consultado el 21 de abril de 2015.
36. ↑  «Canadian Albums». Billboard (en inglés). Prometheus Global Media. 24 de marzo de 2012. Consultado el 22 de abril de 2013.
37. ↑  «Soundtrack – Project X» (en alemán). Hitparade.ch. Hung Medien. Archivado desde el original el 4 de febrero de 2013. Consultado el 22 de abril de 2013.
38. ↑  Grein, Paul (3 de enero de 2013). «Chart Watch Extra: Top Albums of 2012». Yahoo! Music (en inglés). Yahoo!. Archivado desde el original el 1 de febrero de 2013. Consultado el 22 de abril de 2013.
39. ↑  «Project X Soundtrack Tracklist» (en inglés). TwentyFourBit. 3 de marzo de 2012. Archivado desde el original el 29 de octubre de 2013. Consultado el 26 de octubre de 2013.
40. ↑  «Proyecto X». doblajeespanol.com. Archivado desde el original el 5 de marzo de 2016. Consultado el 23 de mayo de 2015.
41. ↑  «Project X». eldoblaje.com. Consultado el 23 de mayo de 2015.
42. ↑  Rizzo, Francis (12 de junio de 2012). «Project X: #xtendedcut (Blu-ray)» (en inglés). DVD Talk. Archivado desde el original el 17 de agosto de 2012. Consultado el 5 de agosto de 2012.
43. ↑  Shaffer, RL (19 de junio de 2012). «Project X Blu-ray Review». IGN (en inglés). News Corporation. Archivado desde el original el 28 de junio de 2012. Consultado el 5 de agosto de 2012.
44. ↑  Brown, Kenneth (12 de junio de 2012). «Project X Blu-ray» (en inglés). Blu-ray.com. Archivado desde el original el 15 de agosto de 2012. Consultado el 5 de agosto de 2012.
45. ↑  «Project X - DVD Sales» (en inglés). The Numbers. 22 de julio de 2012. Archivado desde el original el 9 de julio de 2012. Consultado el 5 de agosto de 2012.
46. ↑  Fitzmaurice, Sarah (1 de marzo de 2012). «Supermodel in the making! Kendall Jenner shows off her impossibly long legs in tiny lilac dress as she and Kylie attend Project X premiere». Daily Mail (en inglés) (Associated Newspapers Ltd). Archivado desde el original el 3 de marzo de 2012. Consultado el 2 de marzo de 2012.
47. ↑  Chitwood, Adam (23 de agosto de 2011). «Warner Bros. Sets Release Date Walter Hill’s Bullet To The Head Starring Sylvester Stallone, Moves Todd Phillips-produced Project X to March» (en inglés). Collider. Archivado desde el original el 8 de enero de 2012. Consultado el 26 de febrero de 2012.
48. ↑  «Proyecto X: Release Info». IMDb (en inglés). Consultado el 28 de agosto de 2015.
49. ↑  McClintock, Pamela (2 de marzo de 2012). «Box Office Report: Found-Footage Pic 'Project X' Scores a Stellar $1.2 Mil in Midnight Runs». The Hollywood Reporter (en inglés) (Prometheus Global Media). Archivado desde el original el 2 de mayo de 2012. Consultado el 2 de marzo de 2012.
50. 1 2  Stewart, Andrew (2 de marzo de 2012). «'Project X' nabs $1.15 mil at midnight screenings». Variety (en inglés) (Reed Business Information). Archivado desde el original el 26 de diciembre de 2014. Consultado el 2 de marzo de 2012.
51. ↑  Sullivan, Michael (3 de marzo de 2012). «'Lorax' shines at Friday B.O.». Variety (en inglés) (Reed Business Information). Archivado desde el original el 5 de agosto de 2012. Consultado el 3 de marzo de 2012.
52. ↑  Subers, Ray (4 de marzo de 2012). «Weekend Report: Little 'Lorax' Is Box Office Giant». Box Office Mojo (en inglés). Amazon.com. Archivado desde el original el 6 de marzo de 2012. Consultado el 6 de marzo de 2012.
53. ↑  Stewart, Andrew (4 de marzo de 2012). «'Lorax' draws $70.7 million opening». Variety (en inglés) (Reed Business Information). Archivado desde el original el 5 de agosto de 2012. Consultado el 4 de marzo de 2012.
54. ↑  Young, John (3 de marzo de 2012). «Box office update: 'The Lorax' rules with $17.4 mil on Friday, on pace for $60 mil weekend». Entertainment Weekly (en inglés). Time Inc. Archivado desde el original el 5 de marzo de 2012. Consultado el 3 de marzo de 2012.
55. ↑  «Project X». Box Office Mojo (en inglés). Amazon.com. 2012. Archivado desde el original el 21 de mayo de 2013. Consultado el 19 de noviembre de 2012.
56. ↑  «Project X (2012)». Rotten Tomatoes (en inglés). Flixster. Consultado el 1 de marzo de 2012.
57. ↑  «Project X». Metacritic (en inglés). CBS Interactive. Archivado desde el original el 28 de febrero de 2012. Consultado el 1 de marzo de 2012.
58. 1 2  McClintock, Pamela (4 de marzo de 2012). «Box Office Shocker: 'Dr. Seuss' The Lorax' Opens to Record-Shattering $70.7 Mil». The Hollywood Reporter (en inglés) (Prometheus Global Media). Archivado desde el original el 1 de mayo de 2012. Consultado el 4 de marzo de 2012.
59. 1 2  Hewitt, Chris (2 de marzo de 2012). «Project X». Empire (en inglés) (Bauer Media Group). Archivado desde el original el 16 de noviembre de 2012. Consultado el 3 de marzo de 2012.
60. 1 2  McCarthy, Todd (1 de marzo de 2012). «Project X: Film Review». The Hollywood Reporter (en inglés) (Prometheus Global Media). Archivado desde el original el 15 de agosto de 2012. Consultado el 3 de marzo de 2012.
61. 1 2  Piig, Claudia (2 de marzo de 2012). «'Project X' fails in every endeavor». USA Today (en inglés) (Gannett Company). Archivado desde el original el 8 de abril de 2014. Consultado el 3 de marzo de 2012.
62. 1 2  Anderson, Melissa (2 de marzo de 2012). «Project X». The Village Voice (en inglés) (Village Voice Media). Archivado desde el original el 7 de enero de 2013. Consultado el 3 de marzo de 2012.
63. 1 2  Abele, Richard (2 de marzo de 2012). «Movie review: 'Project X'». Los Angeles Times (en inglés) (Tribune Company). Consultado el 3 de marzo de 2012.
64. 1 2  Genzinger, Neil (1 de marzo de 2012). «A Teenage ‘Home Alone’ Gone Wild». The New York Times (en inglés) (The New York Times Company). Archivado desde el original el 24 de mayo de 2012. Consultado el 3 de marzo de 2012.
65. ↑  Gleiberman, Owen (1 de marzo de 2012). «Project X (2012)». Entertainment Weekly (en inglés) (Time Inc.). Archivado desde el original el 23 de abril de 2012. Consultado el 3 de marzo de 2012.
66. ↑  Gleiberman, Owen (3 de marzo de 2012). «'Project X' and 'Chronicle' prove that the found-footage way of making a movie can be applied to...anything. And that now it will be». Entertainment Weekly (en inglés) (Time Inc.). Archivado desde el original el 12 de julio de 2012. Consultado el 3 de marzo de 2012.
67. ↑  Rothkpf, Joshua (1 de marzo de 2012). «Review: Project X». Time Out New York (en inglés) (Time Out). Archivado desde el original el 20 de diciembre de 2012. Consultado el 3 de marzo de 2012.
68. ↑  Travers, Peter (2 de marzo de 2012). «Project X». Rolling Stone (en inglés) (Jann Wenner). Archivado desde el original el 4 de julio de 2012. Consultado el 3 de marzo de 2012.
69. 1 2  Abramovitch, Seth (1 de mayo de 2012). «'Bridesmaids,' 'Hunger Games' Top MTV Movie Awards Nominations». MTV (en inglés). MTV Networks. Archivado desde el original el 3 de mayo de 2012. Consultado el 1 de mayo de 2012.
70. ↑  Van Der Sar, Ernesto (27 de diciembre de 2012). «Project X Most Pirated Movie of 2012» (en inglés). TorrentFreak. Archivado desde el original el 30 de diciembre de 2012. Consultado el 25 de diciembre de 2011.
71. ↑  Ford, Rachel (3 de junio de 2012). «MTV Movie Awards: Complete Winners List». Hollywood Reporter (en inglés) (Prometheus Global Media). Archivado desde el original el 4 de junio de 2012. Consultado el 4 de junio de 2012.
72. ↑  Hubred-Golden, Joni (9 de marzo de 2012). «UPDATED: Farmington Hills Police Shut Down a Local Teen's 'Project M' House Party». Farmington Patch (en inglés) (Patch Network). Archivado desde el original el 26 de agosto de 2012. Consultado el 22 de abril de 2013.
73. ↑  Banovic, Julie (9 de marzo de 2012). «Job offer for local teen whose massive 'Project M' party plans went viral on Twitter». WXYZ-TV (en inglés) (E. W. Scripps Company). Archivado desde el original el 25 de mayo de 2013. Consultado el 22 de abril de 2013.
74. ↑  «Teen inspired by Project X movie has his house party invite trending on Twitter». Daily Mail (en inglés) (Associated Newspapers). 10 de marzo de 2012. Archivado desde el original el 18 de enero de 2014. Consultado el 22 de abril de 2013.
75. ↑  «1 arrested in incident inspired by movie 'Project X'». WSVN (en inglés) (Sunbeam Television). 14 de marzo de 2012. Archivado desde el original el 28 de marzo de 2013. Consultado el 22 de abril de 2013.
76. ↑  Stanwood, Janine (13 de marzo de 2012). «Teen arrested in 'Project X' house» (en inglés). Local10. Archivado desde el original el 29 de octubre de 2013. Consultado el 22 de abril de 2013.
77. ↑  McShan, Jeff (13 de marzo de 2012). «Houston teens arrested, accused of breaking into new house to throw wild party». WFAA (en inglés) (Belo). Archivado desde el original el 17 de agosto de 2012. Consultado el 22 de abril de 2013.
78. ↑  McShan, Jeff (13 de marzo de 2012). «'They did everything you see in the movie': Partying teenagers wreck $500,000 home in copycat of hit film Project X». Daily Mail (en inglés) (Associated Newspapers). Archivado desde el original el 23 de junio de 2012. Consultado el 22 de abril de 2013.
79. ↑  «Now teenager is KILLED after shootout at Project X inspired party». Daily Mail (en inglés) (Associated Newspapers Ltd). 15 de marzo de 2012. Archivado desde el original el 17 de abril de 2012. Consultado el 22 de abril de 2013.
80. ↑  Newcomb, Alyssa (15 de marzo de 2012). «Houston Teen Killed at 'Project X' Inspired Party». ABC News (en inglés) (The Walt Disney Company). Archivado desde el original el 31 de agosto de 2012. Consultado el 22 de abril de 2013.
81. ↑  Fenton, Heidi (4 de agosto de 2014). «Mecosta rave party: Police explain why they did not break up massive gathering» (en inglés). MLive. Consultado el 7 de enero de 2015.
82. ↑  Sutyak, Kara (4 de agosto de 2014). «‘Project P': Inside look at party that had 2,000 people packing farm house» (en inglés). Fox 8 Cleveland. Archivado desde el original el 6 de octubre de 2014. Consultado el 7 de enero de 2015.
83. ↑  Chicklas, Dana (4 de agosto de 2014). «911 calls of “Project P” partygoers released» (en inglés). Fox 8 West Michigan. Consultado el 7 de enero de 2015.
84. ↑  Van Herdeen, Dominique (22 de septiembre de 2012). «Facebook birthday invite leads to mayhem in Dutch town, authorities say». CNN (en inglés) (CNN). Archivado desde el original el 2 de noviembre de 2012. Consultado el 22 de abril de 2013.
85. ↑  «Insurers estimate riot damage of least €1m in Dutch town of Haren». South China Morning Post (en inglés) (SCMP Group). 24 de septiembre de 2012. Archivado desde el original el 6 de enero de 2013. Consultado el 22 de abril de 2013.
86. ↑  «Facebook party invite sparks riot in Haren, Netherlands». BBC News (en inglés). BBC. 22 de septiembre de 2012. Archivado desde el original el 24 de febrero de 2013. Consultado el 22 de abril de 2013.
87. ↑  Debesa, Fabián (2 de abril de 2013). «Noches sin control: cada vez hay más fiestas clandestinas». Clarín. Consultado el 2 de abril de 2013.

### México
El 16 de agosto de 2014 en la ciudad de Zapopan (estado de Jalisco, México) la llamada Fiesta de los 4 mil se salió de control cuando un joven llamado Alejandro Chassin Godoy realizó un evento en Facebook. La fiesta se llevó a cabo el día de su cumpleaños y unos días después del desastre se reveló la asistencia de invitados. En el evento había cerca de 300 personas (la mayoría adolescentes), hubo 6 heridos (entre ellos dos policías) y 281 fueron detenidas. Se encontraron dos armas de fuego  y 462 gramos de Marihuana. El juez municipal determinó que los jóvenes fueran liberados; 50 de ellos pagaron una multa de 250 pesos y el resto sólo recibió una amonestación.